# Wilfrid Prévost
Pour l’article homonyme, voir Prévost.
Wilfrid Prévost (30 avril 1832-15 février 1898) fut un avocat et homme politique fédéral du Québec.

## Biographie
Né à Sainte-Anne-des-Plaines dans le Bas-Canada, il étudia au Collège Saint-Sulpice de Montréal, au Collège de L'Assomption et au Séminaire de Saint-Hyacinthe. Admis au Barreau en 1853, il partit pratiquer à Terrebonne, Saint-Scholastique, Montréal et à Saint-Jérôme. Nommé au Conseil de la Reine en 1878, il servit durant plusieurs termes comme maire de Saint-Scholastique et administrateur du comté de Deux-Montagnes. En 1888, il est nommé au Conseil législatif du Québec dans la division de Rigaud.
Élu député du Parti libéral du Canada dans la circonscription fédérale de Deux-Montagnes en 1872 et réélu en 1874, cette dernière élection fut déclarée nulle. Il perd les élections partielles de 1875 face au conservateur Charles-Auguste-Maximilien Globensky.
Il est mort à Saint-Jérôme au Québec à l'âge de 65 ans, deux mois avant son 66e anniversaire.